# Mo socken, Hälsingland
Mo socken i Hälsingland ingår sedan 1971 i Söderhamns kommun och motsvarar från 2016 Mo distrikt.
Socknens areal är 100,90 kvadratkilometer, varav 95,64 land. År 2000 fanns här 1 275 invånare. Tätorten Mohed samt kyrkbyn Mo med sockenkyrkan Mo kyrka ligger i socknen. I socknen ligger byn Flor, känd för sin linnemanufaktur.

## Administrativ historik
Mo socken har medeltida ursprung. 
Vid kommunreformen 1862 övergick socknens ansvar för de kyrkliga frågorna till Mo församling och för de borgerliga frågorna bildades Mo landskommun. Landskommunen inkorporerades 1952 i Söderala landskommun som sedan 1971 uppgick i Söderhamns kommun. Församlingen uppgick 2006 i Mo-Bergviks församling.
1 januari 2016 inrättades distriktet Mo, med samma omfattning som församlingen hade 1999/2000.
Socknen har tillhört fögderier, tingslag och domsagor enligt vad som beskrivs i artikeln Hälsingland. De indelta soldaterna tillhörde Hälsinge regemente, Arbrå kompani.

## Geografi
Mo socken ligger väster om Söderhamn kring Florån och Florsjön. Socknen har dalgångsbygd utmed ån och är i övrigt en kuperad skogsbygd.
Socknen genomkorsas av riksväg 50 (Söderhamn - Bollnäs).
Huvudbygden ligger kring Florsjön (55,3 m ö.h.), som avvattnas via Florån till sjön Marmen i Ljusnan. 
Vid Florsjöns östra strand ligger Mohed, som fram till år 1908 var mötesplats för Hälsinge regemente. De gamla regementsbyggnaderna disponerades därefter av Gävleborgs läns tuberkulossjukanstalt. 
Längst i sydväst inom socknen ligger Villsjön. Här ligger även Djupdalsberget och Mobodarne. Den sydvästra sockendelen genomkorsas av järnvägen Söderhamn-Kilafors.
I socknens västra del ligger byn Florhed och ännu längre mot väster reser sig Kasberget, Björnberget samt Åsboberget. Längst i nordväst ligger den lilla Stor-Hisjön och söder om denna reser sig Gruvberget med gamla gruvhål. På sjöns norra strand ligger några gårdar vid namn Ulva.
I norra delen av socknen reser sig dess högsta berg, Högbrunnsberget (228 meter över havet) och något längre södeut ligger Ranboberget (197 meter över havet). I nordost ligger Bocksjön och nordost om den reser sig berget Offerhällorna med fornlämningar efter offer.
Från nordost infaller även vandringsleden Mostigen från Söderhamn. Det är en gammal kyrkstig.

## Fornlämningar
Från järnåldern finns fyra gravfält.

## Namnet
Namnet (1314 Moum) kommer från den sandiga marken (mon) vid vars kant den tidigare kyrkan restes.

## Moflaggan
Moflaggan är framtagen av Mo Hembygdsförening i Söderhamn. Originalet gjordes av Lars Stål och fastställdes av styrelsen för föreningen.  Den avtäcktes den 6 september 2008 i Mohed av överstelöjtnant Raymond Iller samband med högtidshållandet av att Hälsinge Regemente lämnat Mohedsfältet 100 år tidigare för en flytt till vad som senare blev I14 i Gävle. Flaggan fick lämna ett fallskärmshopparplan fastknuten på en fallskärmshoppare och landade tryggt på fältet i Mohed vajandes i fartvinden. Där tog Överstelöjtnant Iller mot flaggan och utan att darra på manschetten hissades flaggan för första gången i topp. 
Flaggan innehåller Mo sockens sigill samt en ljusblå linblomma inspirerad av Hilding Mickelssons fotografier. Basen är inspirerad av Hälsinglands flagga med motsvarande färger. Den kan idag ses på många husväggar som en symbol för stolthet över bygden. 

## Befolkningsutveckling

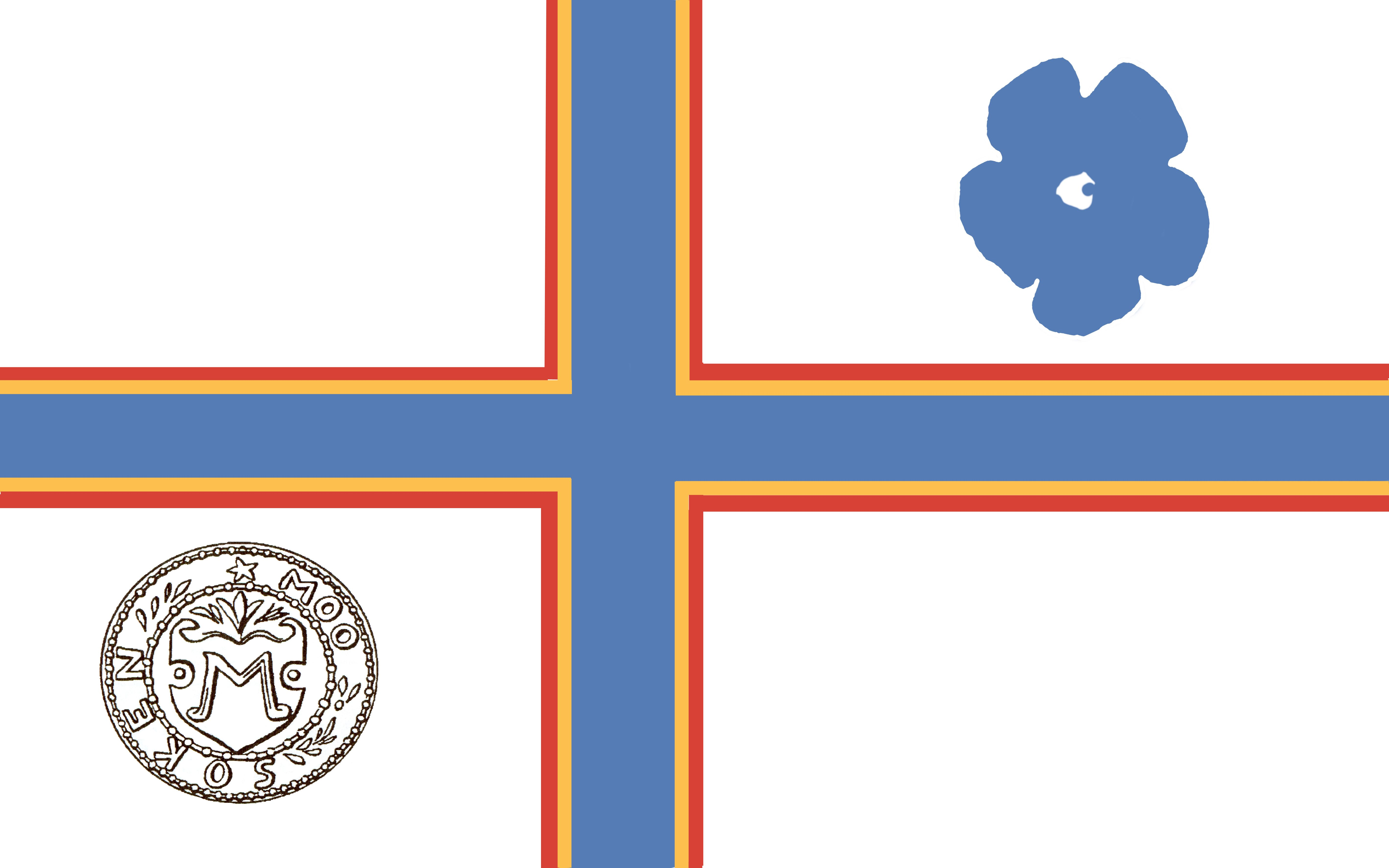
Moflaggan

| Befolkningsutvecklingen i Mo socken, Hälsingland 1750–1990                                               | Befolkningsutvecklingen i Mo socken, Hälsingland 1750–1990 | Befolkningsutvecklingen i Mo socken, Hälsingland 1750–1990 | Befolkningsutvecklingen i Mo socken, Hälsingland 1750–1990 | Befolkningsutvecklingen i Mo socken, Hälsingland 1750–1990 |
| --- | ---------------------------------------------------------- | ---------------------------------------------------------- | ---------------------------------------------------------- | ---------------------------------------------------------- |
| |                                                            |                                                            |                                                            |                                                            |
| År |                                                            |                                                            | Folkmängd                                                  |                                                            |
| 1750 | 1750                                                       |                                                            | 753                                                        |                                                            |
| 1760 | 1760                                                       |                                                            | 854                                                        |                                                            |
| 1769 | 1769                                                       |                                                            | 1 002                                                      |                                                            |
| 1780 | 1780                                                       |                                                            | 1 000                                                      |                                                            |
| 1790 | 1790                                                       |                                                            | 1 032                                                      |                                                            |
| 1800 | 1800                                                       |                                                            | 1 037                                                      |                                                            |
| 1810 | 1810                                                       |                                                            | 1 053                                                      |                                                            |
| 1820 | 1820                                                       |                                                            | 1 171                                                      |                                                            |
| 1830 | 1830                                                       |                                                            | 1 295                                                      |                                                            |
| 1840 | 1840                                                       |                                                            | 1 370                                                      |                                                            |
| 1850 | 1850                                                       |                                                            | 1 508                                                      |                                                            |
| 1860 | 1860                                                       |                                                            | 1 600                                                      |                                                            |
| 1870 | 1870                                                       |                                                            | 1 539                                                      |                                                            |
| 1880 | 1880                                                       |                                                            | 1 574                                                      |                                                            |
| 1890 | 1890                                                       |                                                            | 1 772                                                      |                                                            |
| 1900 | 1900                                                       |                                                            | 1 769                                                      |                                                            |
| 1910 | 1910                                                       |                                                            | 1 759                                                      |                                                            |
| 1920 | 1920                                                       |                                                            | 1 778                                                      |                                                            |
| 1930 | 1930                                                       |                                                            | 2 043                                                      |                                                            |
| 1940 | 1940                                                       |                                                            | 1 934                                                      |                                                            |
| 1950 | 1950                                                       |                                                            | 1 761                                                      |                                                            |
| 1960 | 1960                                                       |                                                            | 1 547                                                      |                                                            |
| 1970 | 1970                                                       |                                                            | 1 280                                                      |                                                            |
| 1980 | 1980                                                       |                                                            | 1 251                                                      |                                                            |
| 1990 | 1990                                                       |                                                            | 1 269                                                      |                                                            |
| Anm: Källor: Umeå universitet - Tabellverket 1749-1859, Demografiska databasen, CEDAR, Umeå universitet. |                                                            |                                                            |                                                            |                                                            |